# Медаль капитану Симонтову за построение гавани
«Капитану Симонтову за построение гавани» — медаль, изготовленная в 1709 году для награждения Матвея Симонтова (Маттео Симонта), итальянского морского капитана, инженера на русской службе с 1698 года, и других участников строительства, за построение гавани у крепости Таганрог в Таганрогском заливе.
Медаль имеет форму овала, длина медали 42 мм, ширина медали 38 мм. На лицевой стороне изображён Пётр I в латах и мантии с лавровым венком на голове и сделана надпись: «ЦРЬ ПЕТРЪ АЛЕЗЪЕВИЧЪ ВСЕЯ РОССІИ ПОВЕЛИТЕЛЬ». На оборотной стороне изображён план гавани и крепости Таганрог c надписями «ЗА ДЕЛО ГАВАНИ КАПИТАНУ МАТВЕЮ СИМОНТОВУ» и «1709» внизу. Медаль известна во множестве копий из серебра и меди, в том числе с ушком.
В статье в еженедельнике Аргументы и Факты на Дону со слов старшего научного сотрудника таганрогского краеведческого музея Николая Кузьменко указывается, что лицевая сторона с портретом была выполнена французским медальером на русской службе Соломоном Гуэном, а оборотная — саксонцем Готфридом Гауптом. Медаль для Матвея Симонтова, изготовленная из золота и украшенная алмазами, стоила 300 рублей — целое состояние. О её изготовлении адмирал Ф. М. Апраксин докладывал Петру I. Для награждения других участников строительства, в том числе рядовых строителей, были изготовлены серебряные копии медали. Некоторые из них были посланы Петром I к иностранным дворам.